# Chris Larkin
Chris Larkin, nato Christopher Stephens (Londra, 19 giugno 1967), è un attore britannico.

## Biografia
Figlio degli attori Robert Stephens e Maggie Smith, i suoi genitori divorziarono quando aveva 7 anni. Fratello dell'attore Toby Stephens, ha frequentato la London Academy of Music and Dramatic Art. Dal 2005 è sposato con Victoria "Suki" Steadman, da cui ha avuto due figli: Daisy Grace (2006) e Nathaniel (2008).

## Filmografia parziale

### Cinema
- Angeli e insetti (Angels and Insects), regia di Philip Haas (1995)
- Jane Eyre, regia di Franco Zeffirelli (1996)
- Un tè con Mussolini (Tea with Mussolini), regia di Franco Zeffirelli (1999)
- Master & Commander - Sfida ai confini del mare (Master and Commander: The Far Side of the World), regia di Peter Weir (2003)
- Operazione Valchiria (Valkyrie), regia di Bryan Singer (2008)
- The Facility, regia di Ian Clark (2012)
- The Program, regia di Stephen Frears (2015)
- Official Secrets - Segreto di stato (Official Secrets), regia di Gavin Hood (2019)
- Madame Clicquot (Widow Clicquot), regia di Thomas Napper (2023)

### Televisione
- Roger Roger – serie TV, 12 episodi (1998-1999)
- Shackleton, regia di Charles Sturridge – miniserie TV, 2 puntate (2002)
- Il giovane Hitler (Hitler: The Rise of Evil), regia di Christian Duguay – miniserie TV, 2 puntate (2003)
- L'isola misteriosa (Mysterious Island), regia di Russell Mulcahy – film TV (2005)
- Yes, Prime Minister – miniserie TV, 6 puntate (2013)
- Il giovane ispettore Morse (Endeavour) – serie TV, episodio 3x02 (2016)
- Black Sails – serie TV, 3 episodi (2017)
- Next of Kin – miniserie TV, 4 puntate (2018)
- Padre Brown (Father Brown) – serie TV, episodio 6x06 (2018)
- Outlander – serie TV, 8 episodi (2020-2023)

## Doppiatori italiani
Nelle versioni in italiano delle opere in cui ha recitato, Chris Larkin è stato doppiato da:
- Massimo De Ambrosis in Angeli e insetti
- Francesco Caruso Cardelli in Master & Commander - Sfida ai confini del mare
- Alessandro Quarta in Operazione Valchiria
- Antonio Angrisano in Outlander